# 三沢陽一
三沢 陽一（みさわ よういち、1980年9月29日 -）は、日本の小説家・推理作家。長野県岡谷市生まれ。宮城県仙台市在住（2013年現在）。

## 経歴・人物
長野県諏訪清陵高等学校、東北大学法学部・同大学院法学研究科修士課程修了。大学1年のときに先輩とミステリ研を創設し、会誌に掲載するために小説を書き始める。大学時代は1日に3〜4冊、年に500〜600冊本を読んでいた。大学研究助手などの仕事をしながら、月に1〜2回新人賞に応募。最終選考に残ったことが6回ある。
2013年『致死量未満の殺人』（応募時のタイトルは『コンダクターを撃て』）で第3回アガサ・クリスティー賞を受賞しデビュー。選考委員の有栖川有栖は「毒殺トリックという地味なテーマに食い下がり、よく書き抜いている」と評した。
探偵小説専門雑誌「幻影城」を愛読しており、好きな作家は連城三紀彦、泡坂妻夫、山田風太郎。2015年に刊行された『華を殺す』は連城三紀彦に捧げた作品である。「新古典派」を標榜している。

## 作品リスト

### 単著
- 致死量未満の殺人（2013年10月 早川書房 / 2015年9月 ハヤカワ文庫JA）
- アガサ・クリスティー賞殺人事件（2014年9月 早川書房）
  - 収録作品：柔らかな密室 / 炎の誘惑 / 蛇と雪 / 首なし地蔵と首なし死体 / アガサ・クリスティー賞殺人事件
- 不機嫌なスピッツの公式（2015年7月 富士見L文庫）
- 華を殺す（2015年7月 KADOKAWA）
  - 収録作品：花盗み / 形見水仙 / 椿の舟 / 華を殺す
- グッバイ・マイ・スイート・フレンド（2018年3月 光文社文庫）

### 単著未収録短編
- 欠け落ち（早川書房『ミステリマガジン』2013年12月号）
- 切断された手首の問題（早川書房『ミステリマガジン』2014年12月号）